# Cantone di Biblián
Il cantone di Biblián è un cantone dell'Ecuador che si trova nella provincia di Cañar.
Il capoluogo del cantone è Biblián.